# Antwerp Ironman 70.3

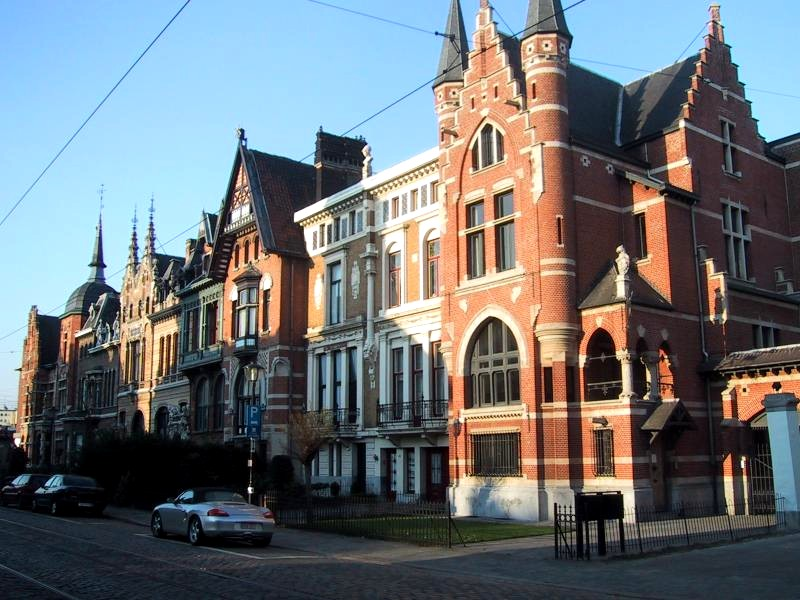
Antwerpen

Der Antwerp Ironman 70.3 war eine von 2006 bis 2012 in Antwerpen stattfindende Sportveranstaltung.

## Organisation
Der Antwerp Ironman 70.3 war Teil der Ironman 70.3-Triathlon-Rennserie der World Triathlon Corporation. Weltweit werden von der World Triathlon Corporation (kurz WTC) Rennen über die Distanz 1,9 km Schwimmen, 90 km Radfahren und 21,1 km Laufen vergeben. Aus der Gesamtdistanz von 70,3 Meilen (113 km) bei einem Rennen leitet sich der Name ab.
Er wurde erstmals 2006 in Antwerpen ausgetragen – als Fortsetzung der Marc Herremans Classic, die hier 2004 und 2005 stattfand.
Die Streckenrekord erstellte 2009 der Belgier Marino Vanhoenacker mit seiner Siegerzeit von 3:41:45 Stunden. 2011 konnten die beiden belgischen Starter Sofie Goos und Bart Aernouts jeweils ihren Titel aus dem Vorjahr verteidigen.

Das letzte Rennen wurde hier am 22. Juli 2012 ausgetragen.

## Siegerliste
| Datum/Jahr    | Männer                  | Männer              | Männer               | Frauen             | Frauen             | Frauen              |
| Datum/Jahr    | Erster Platz            | Zweiter Platz       | Dritter Platz        | Erster Platz       | Zweiter Platz      | Dritter Platz       |
| ------------- | ----------------------- | ------------------- | -------------------- | ------------------ | ------------------ | ------------------- |
| 22. Juli 2012 | Bart Aernouts -3-       | Bert Jammaer        | Stanislav Krylov     | Nicola Spirig      | Susie Hignett      | Heleen bij de Vaate |
| 24. Juli 2011 | Bart Aernouts -2-       | Axel Zeebroek       | Markus Fachbach      | Sofie Goos -3-     | Sophie De Groote   | Natascha Badmann    |
| 25. Juli 2010 | Bart Aernouts           | Marino Vanhoenacker | Dirk Bockel          | Sofie Goos -2-     | Rachel Joyce       | Emma-Kate Lidbury   |
| 2. Aug. 2009  | Marino Vanhoenacker -3- | Paul Matthews       | Bert Jammaer         | Sofie Goos         | Belinda Granger    | Delphine Pelletier  |
| 3. Aug. 2008  | Marino Vanhoenacker -2- | Luc van Lierde      | Teemu Toivanen       | Belinda Granger    | Felicity Hart      | Tine Deckers        |
| 5. Aug. 2007  | Marino Vanhoenacker     | Andrew Johns        | Stijn Demeulemeester | Rebecca Preston    | Yvonne van Vlerken | Cora Vlot           |
| 2. Juli 2006  | Andrew Johns            | Rutger Beke         | Pete Jacobs          | Yvonne van Vlerken | Lisbeth Kristensen | Tine Deckers        |

Marc Herremans ist ein belgischer Triathlet, der 2001 bei der Ironman-Weltmeisterschaft auf Hawaii den sechsten Platz erreichte. 2002 hatte er einen schweren Unfall beim Radtraining und wurde dabei querschnittgelähmt. Er startete in der Folge wiederholt erfolgreich auf der Ironman-Distanz – allein mit seiner Armkraft.

### ErgebnisseMarc Herremans Classic
| Datum/Jahr | Männer          | Männer              | Männer        | Frauen               | Frauen              | Frauen               |
| Datum/Jahr | Erster Platz    | Zweiter Platz       | Dritter Platz | Erster Platz         | Zweiter Platz       | Dritter Platz        |
| ---------- | --------------- | ------------------- | ------------- | -------------------- | ------------------- | -------------------- |
| 2005       | Normann Stadler | Marino Vanhoenacker | Lothar Leder  | Inge Vancauwenberghe | Kristien Vleugels   | Nicole Leder         |
| 2004       | Lothar Leder    | Marino Vanhoenacker | Cyrille Neveu | Nicole Leder         | Francoise Wellekens | Inge Vancauwenberghe |